# BIS Records
BIS Records AB ist ein schwedisches Klassiklabel. Es wurde 1973 von Robert von Bahr als Grammofon AB BIS gegründet und hat seinen Sitz in Åkersberga.
BIS spezialisiert sich auf bisher wenig repräsentierte Werke der klassischen, auch alten und neuen Musik.
Die Gesellschaft hat eine Gesamtaufnahme der Werke von Sibelius produziert. Auch andere nordeuropäische und baltische Komponisten sind in ihrem Sortiment vertreten, darunter Eduard Tubin, Kalevi Aho, Sally Beamish, Jón Leifs, Vagn Holmboe, Leif Segerstam und Hugo Alfvén, ferner auch Alfred Schnittke, Nikos Skalkottas und James MacMillan.
Im Jahr 2006 veröffentlichte BIS seine 1500. Aufnahme; bis 2011 entstanden fast 400 weitere Aufnahmen. 
Im September 2023 würde BIS Records von Apple übernommen und soll in Apple Music Classical und das Apple-eigene Label Platoon integriert werden.

## Auszeichnungen
- 2014 ECHO Klassik in der Kategorie Editorische Leistung des Jahres für die Einspielung Johann Sebastian Bachs Kantaten.[2]